# Mesosa nebulosa
Mesosa nebulosa là một loài bọ cánh cứng trong họ Cerambycidae.

## Hình ảnh

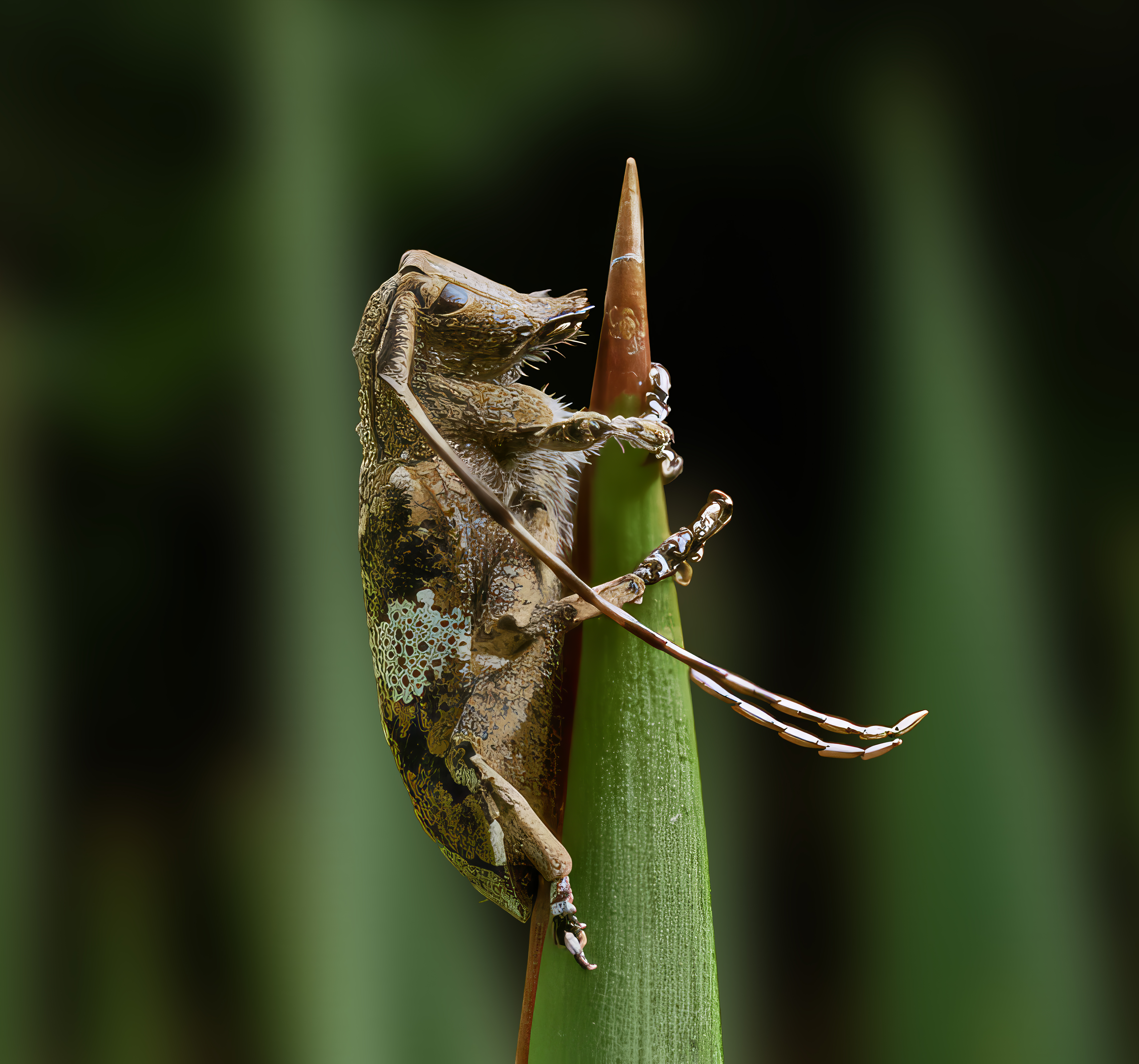
Mesosa nebulosa nhìn từ bên trên Yucca gloriosa
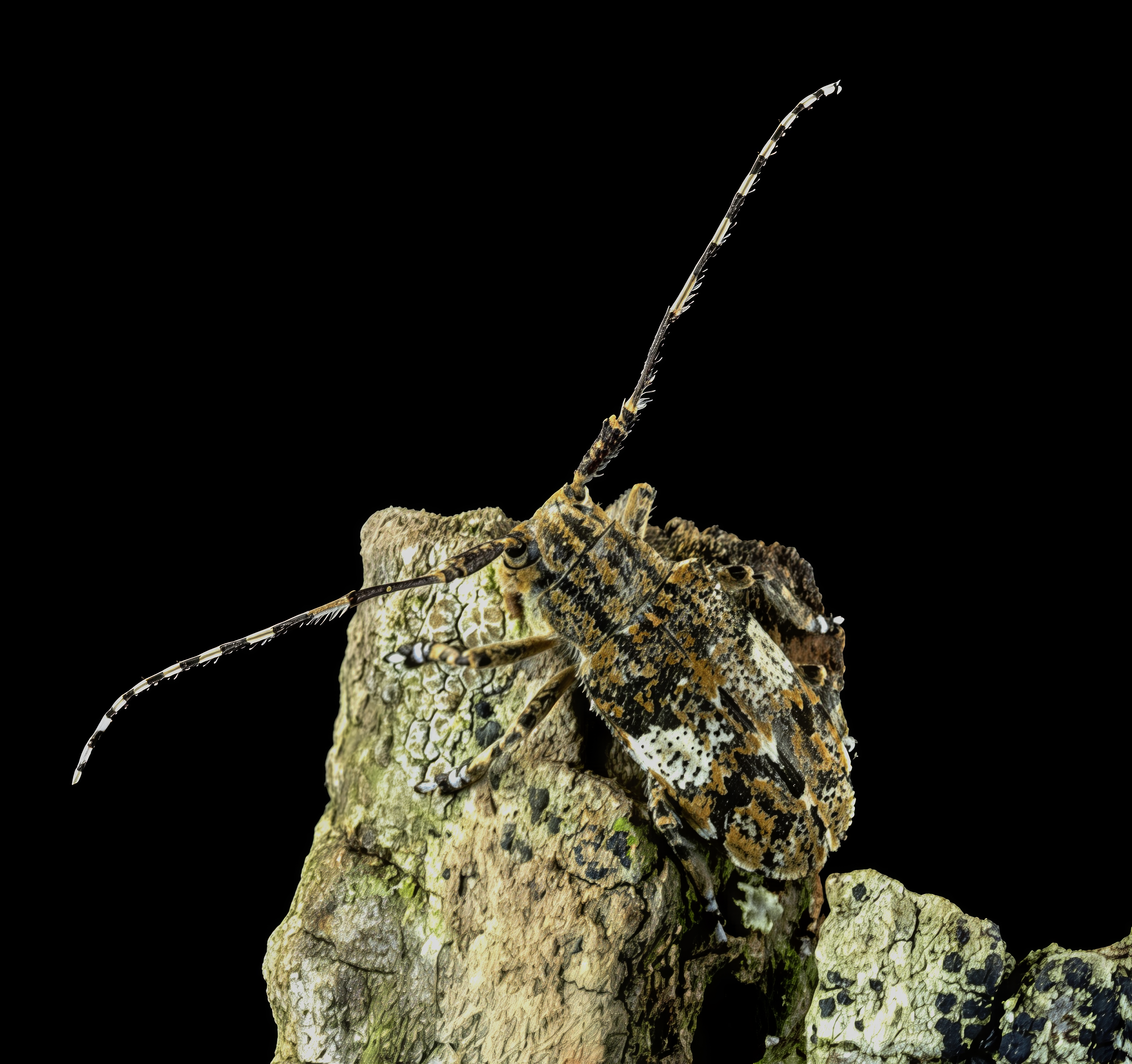
tô màu bắt chước trên gỗ
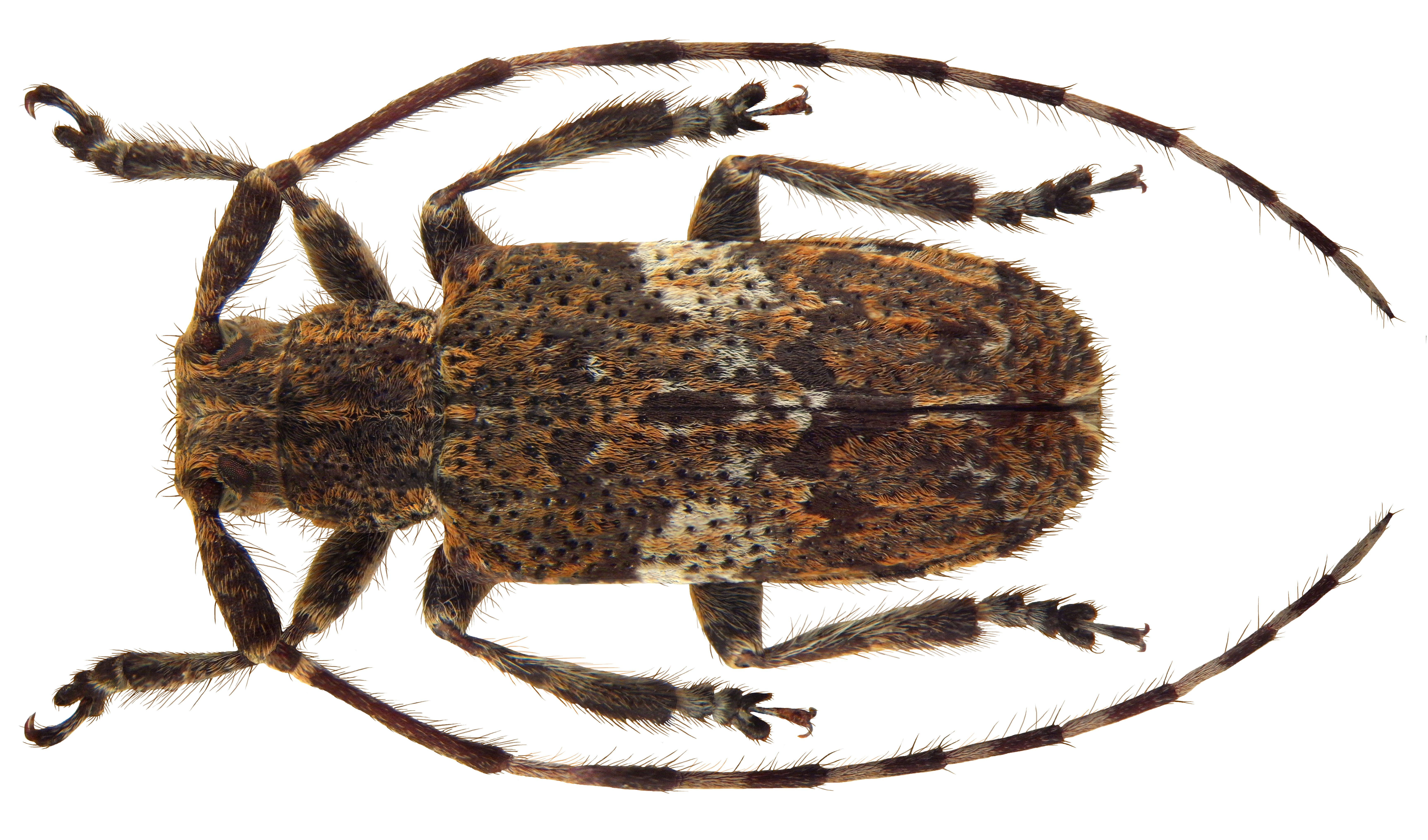
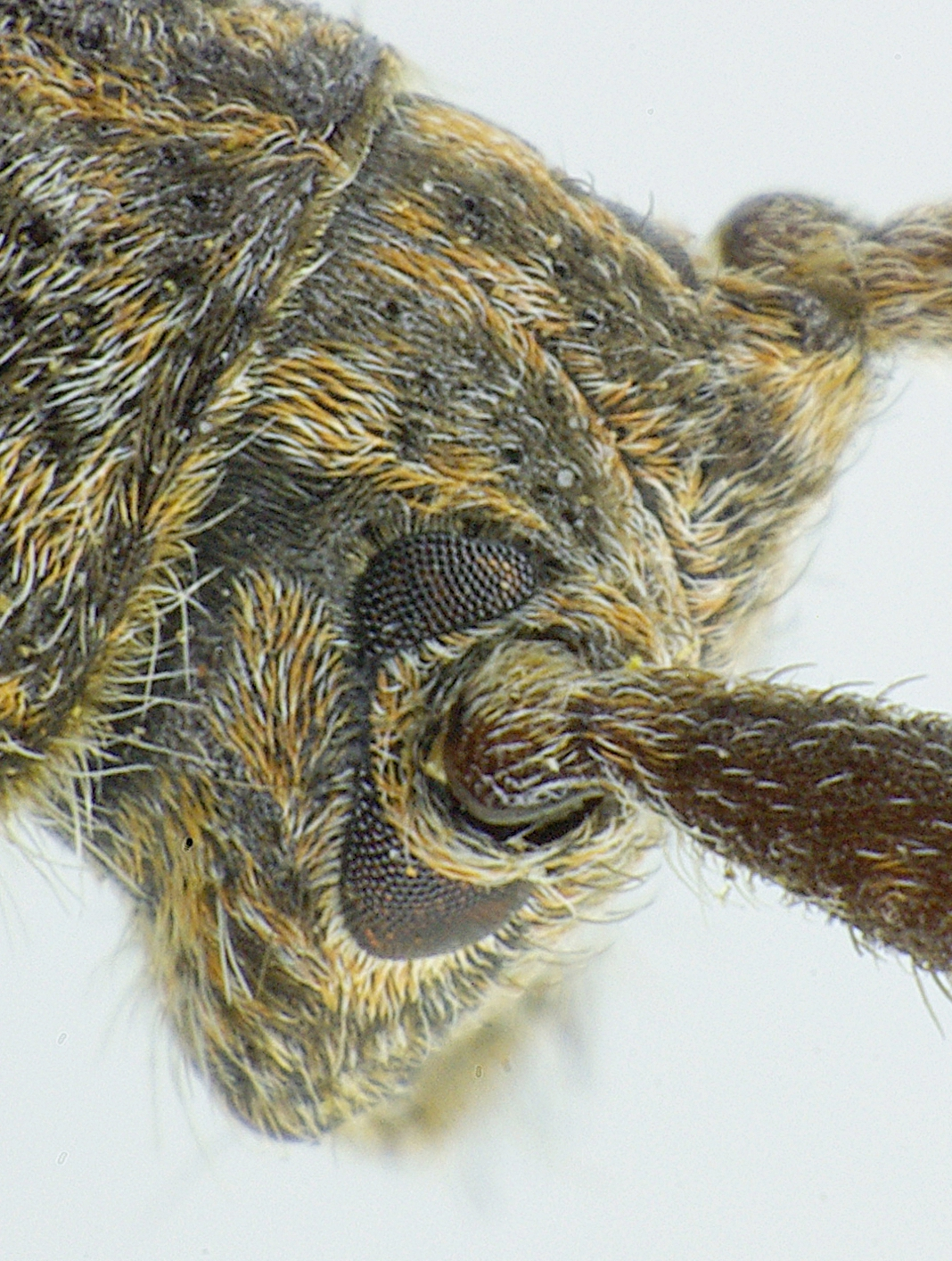
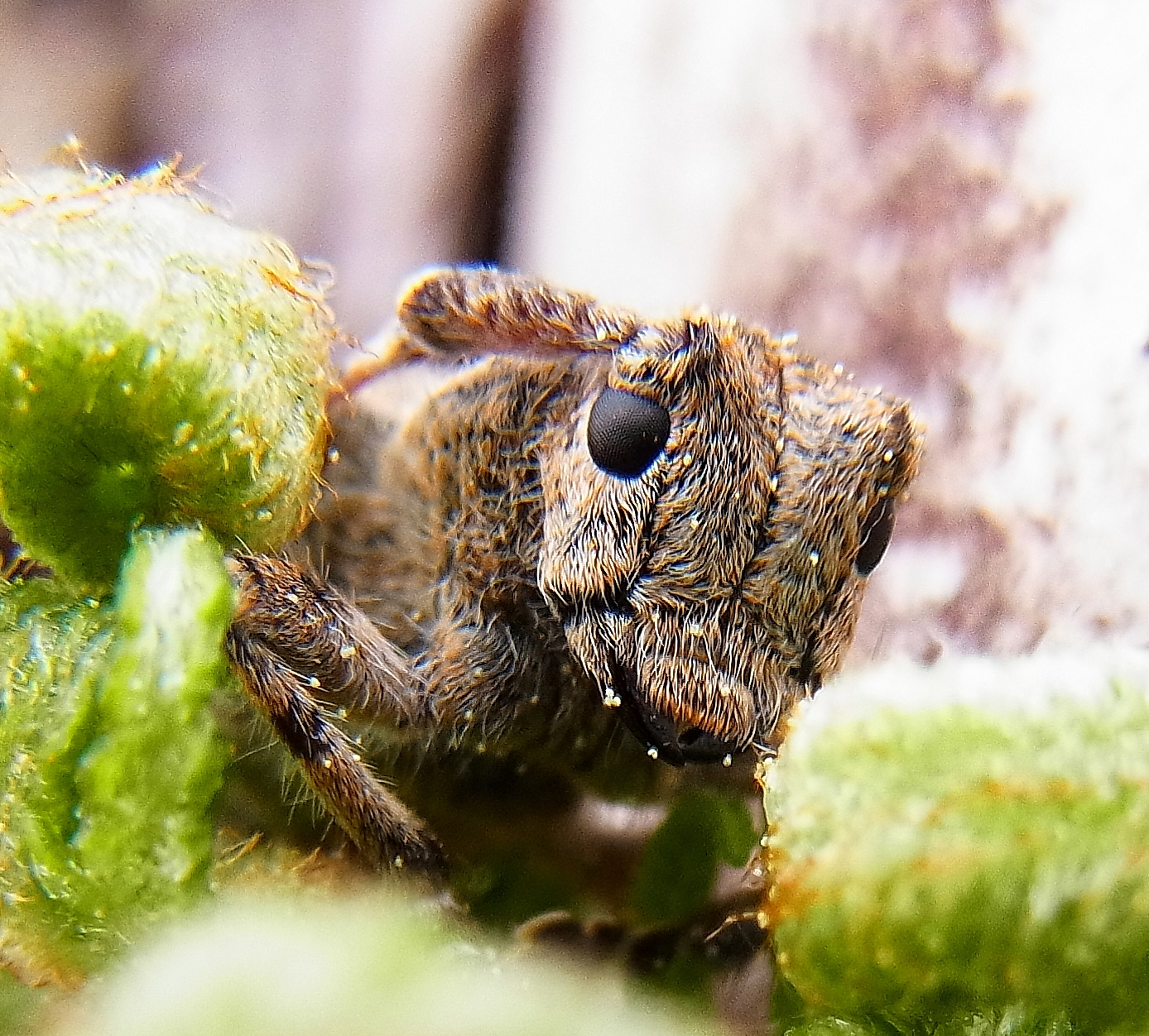
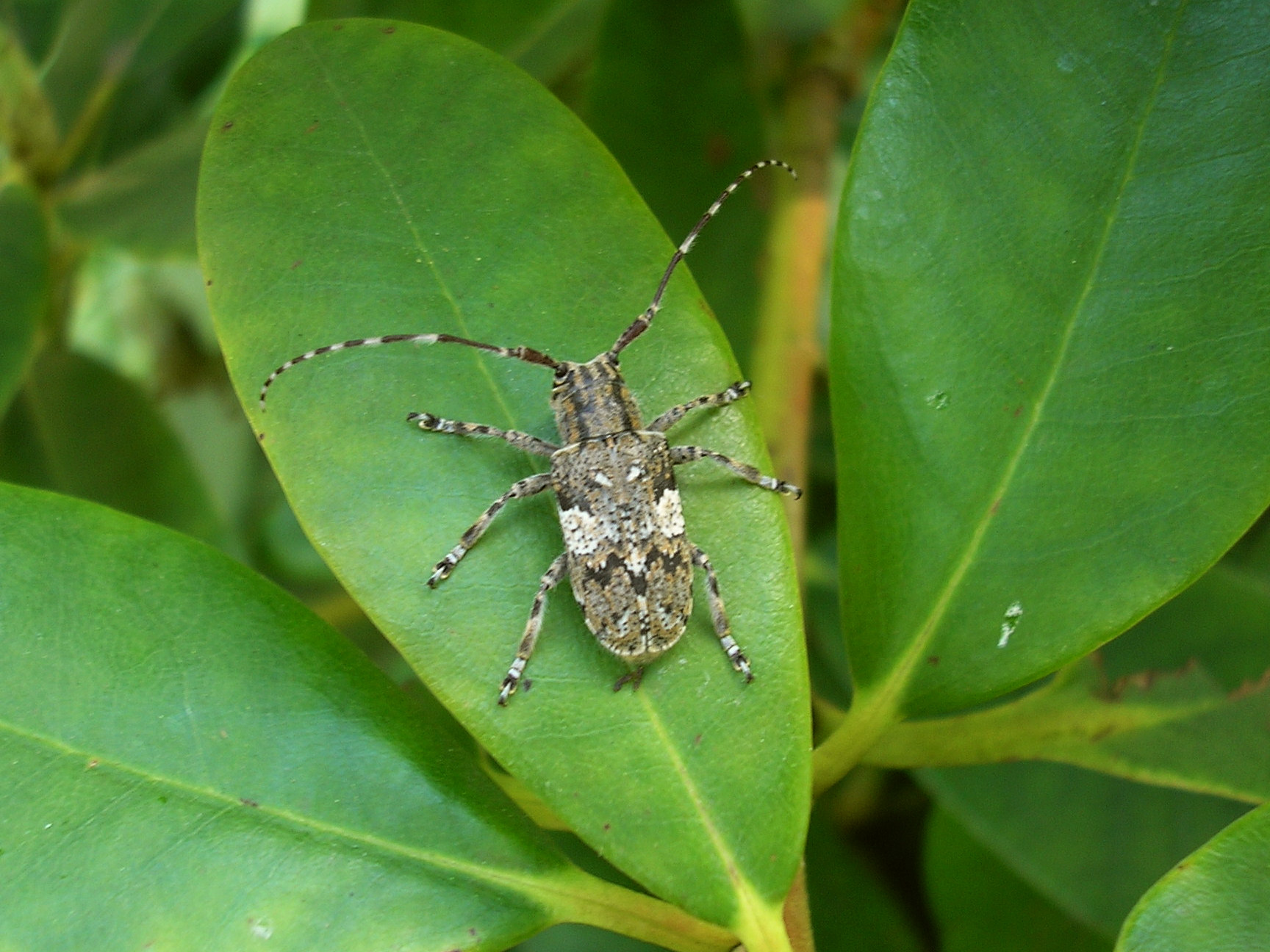